# Soviet Sex
Soviet Sex was een Nederlandse newwaveband.

## Geschiedenis
In 1979 formeerden de gebroeders Van der Ploeg met drummer Bob Eisenberger de band Interior. Na het uitbrengen van de single Jaws en de ep T Is Talking V op het label Plurex Records veranderden ze, na de komst van Klashorst, de naam van de band in Soviet Sex. Vanaf dat moment gingen zij gebruikmaken van een drumcomputer in plaats van een drummer. Omdat ze het steeds drukker kregen met Soviet Sex en de schilderkunst, stopten Van der Ploeg en Klashorst met hun geheime tv-zender PKP-TV.
Na het uitbrengen van een debuut-lp getiteld Happy End met medewerking van Leopold Wijdeveld op saxofoon stopte de band ermee. In 1982 startten de gebroeders met Blue Murder. In 1996 maakte de groep kortstondig een doorstart met zangeres Ellen ten Damme.

## Bezetting
- Bart Domburg - drums
- Bob Eisenberger - drums
- Maarten van der Ploeg - gitaar, zang
- Rogier van der Ploeg - gitaar
- Peter Klashorst - basgitaar
- Ellen ten Damme - synthesizer, viool, zang

## Discografie
- Happy End (lp, album) - Eksakt Records, Boudisque, 1982
- Hotel Winston (cd, album) - Munich Records, 1997
- Soviet Sex/Z'EV - Untitled (flexi, 7"), Vinyl Magazine, 1981
- Niet met jou (cd, single) - Munich Records, 1997[7]